# クリスティアン・マッジョ
クリスティアン・マッジョ（Christian Maggio, 1982年2月11日 - ）は、イタリア・ヴェネト州モンテッキオ・マッジョーレ出身の元サッカー選手。元イタリア代表。現役時代のポジションはディフェンダー、ミッドフィールダー。

## クラブ経歴
地元のヴィチェンツァ・カルチョでキャリアをスタートさせ、2000-01シーズンにセリエAデビュー。チームはセリエBに降格したが、2シーズンはチームに残り、2003年夏に同じセリエBのACFフィオレンティーナに移籍。2003-04シーズンは主力として42試合に出場し、セリエA昇格に貢献した。しかし、昇格後のチームでは補強や自身の故障もあり出場機会が激減し、2006年1月15日にトレヴィーゾへレンタルで移籍した。
2006年7月4日、UCサンプドリアへ買取オプション付きのレンタルで移籍。31試合出場と定位置を確保し、シーズン後にサンプドリアへ完全移籍を果たした。翌2007-08シーズンはさらに、29試合で9ゴールをマークする活躍を見せた。
2008年6月11日、SSCナポリへ加入。2009年10月6日、ロベルト・ドナドーニが解任されてサンプドリア時代の恩師であるワルテル・マッツァーリが新監督に就任すると右ウィングのポジションを掴みナポリの復権に貢献した。2015-16シーズンは8試合、2016-17シーズンは7試合のみの出場となった。
2018年7月6日、ベネヴェント・カルチョに移籍した。
2021年2月1日、USレッチェに移籍した。
2022年2月21日、古巣のLRヴィチェンツァと2021-22シーズン終了までの契約を結んだ。

## 代表経歴
2007-08シーズンの活躍により、イタリア代表への声が囁かれるようになったものの、結局このシーズンに招集されることはなかった。その翌シーズン、移籍先のナポリにおいても開幕から高いパフォーマンスを披露し、遂に2008年10月5日、マルチェロ・リッピ監督により代表初招集を受けた。11月19日、ギリシャとの親善試合で、後半途中から出場し代表デビューを果たした。
2010年のワールドカップのメンバーにも選出され、大会ではスロバキア戦の後半に途中出場し1試合だけ経験している。チェーザレ・プランデッリ監督になってからは、2011年2月9日のドイツとの親善試合以降、EURO2012予選にも常時的に招集。EURO本大会でも3試合に出場し、イタリアの準優勝に貢献した。
2013年コンフェデレーションカップに臨むイタリア代表に選出され 、日本戦などに出場した。
2014年のブラジル・ワールドカップに向けた30人に選出されたものの、23人の本登録メンバーからは落選した。

## 代表歴

### 出場大会
- イタリア代表
  - 2010 FIFAワールドカップ

### 試合数
- 国際Aマッチ 34試合 0得点（2008年-2014年）[9]

| イタリア代表 | 国際Aマッチ | 国際Aマッチ |
| 年           | 出場        | 得点        |
| ------------ | ----------- | ----------- |
| 2008         | 1           | 0           |
| 2009         | 1           | 0           |
| 2010         | 4           | 0           |
| 2011         | 8           | 0           |
| 2012         | 8           | 0           |
| 2013         | 11          | 0           |
| 2014         | 1           | 0           |
| 通算         | 34          | 0           |

## タイトル

### クラブ
SSCナポリ
- コッパ・イタリア ： 2011-12, 2013-14
- スーペルコッパ・イタリアーナ ： 2014